# 季娜·格劳季尼亚
季娜·格劳季尼亚（1998年3月9日—）生于里加，是一名拉脱维亚沙滩排球运动员。她的祖父Artūrs Graudiņš和祖母Staņislava Spruženiece都曾从事跳高运动。她最初练习网球，后来开始练习田径和沙滩排球，再之后她决定专攻沙滩排球。她在运动生涯中最主要的搭档是阿纳斯塔西娅·克拉夫切诺卡，两人自2013年开始搭档。她在2018年至2022年间曾进入南加州大学就读，并代表该校校队参加美国校际比赛。